# Tysklands håndboldforbund
Deutscher Handballbund (DHB) er Tysklands håndboldforbund. Det blev grundlagt 1. oktober 1949 i Mülheim an der Ruhr. Forbundet er medlem af International Handball Federationog European Handball Federation. Forbundet organiserer elitehåndbold i Tyskland, Bundesligaen.

## Præsidenter siden 1949
- Willi Daume (1949–1955)
- Ernst Feick (1955–1966)
- Otto Seeber (1966–1972)
- Bernhard Thiele (1972–1989)
- Hans-Jürgen Hinrichs (1989–1993)
- Bernd Steinhauser (1993–1998)
- Ulrich Strombach (1998-dd)

## Organisation
Forbundet er inddelt i fem regionale forbund som igen er inddelt i 22 mindre afdelinger på delstatsniveau med tilsammen ca. 847.000 medlemmer fordelt på 4.600 klubber og 33.000 aktive spillere. DBH er dermed verdens største håndboldforbund.
- Norddeutscher Handball-Verband (NHV)
  - Bremer Handball-Verband (BHV)
  - Handball-Verband Niedersachsen (HVN)
  - Handball-Verband Sachsen-Anhalt (HVSA)

- Nordostdeutscher Handball-Verband (NOHV)
  - Handball-Verband Berlin (HVB)
  - Handball-Verband Brandenburg (HVB)
  - Hamburger Handball-Verband (HHV)
  - Handball-Verband Mecklenburg Vorpommern (HVMV)
  - Handball-Verband Schleswig-Holstein (HVSH)

- Süddeutscher Handball-Verband (SHV)
  - Badischer Handball-Verband (BHV)
  - Bayerischer Handball-Verband (BHV)
  - Handball-Verband Sachsen (HVS)
  - Südbadischer Handball-Verband (SHV)
  - Handballverband Württemberg (HVW)

- Südwestdeutscher Handballverband (SWHV)
  - Hessischer Handballverband (HHV)
  - Pfälzer Handball-Verband (PfHV)
  - Handball-Verband Rheinhessen (HVR)
  - Handball-Verband Rheinland (HVR)
  - Handball-Verband Saar (HVS)
  - Thüringer Handball-Verband (THV)

- Westdeutscher Handball-Verband (WHV)
  - Handball-Verband Mittelrhein (HVM)
  - Handball-Verband Niederrhein (HVN)
  - Handball-Verband Westfalen (HV Westfalen)